# ویندوز هولوگرافیک
ویندوز هولوگرافیک (به انگلیسی: Windows Holographic) سیستم عامل دستگاه هولولنز مایکروسافت (به انگلیسی: Microsoft HoloLens) است که هنوز عرضه عمومی نشده و در حال گذراندن آزمایش‌های خود می‌باشد. هولوگرافیک، به کمک سخت‌افزار تعبیه شده در هولولنز، دنیای واقعی و دنیای واقعیت افزوده و مجازی را ترکیب می‌کند و فضای اطراف شما را می‌تواند انیمیشنی کند. هولوگرافیک کمک بسیار زیادی به طراحان، معماران و ... می‌کند. علاوه بر این‌ها، برای مثال می‌توانید بازی ماینکرفت را بر روی فرش اتاقتان انجام دهید. مایکروسافت، ویندوز هولوگرافیک را در رویداد «ویندوز ۱۰: فصل بعدی» و در ۲۱ ژانویه ۲۰۱۵ معرفی کرد.

## ویدئو تبلیغاتی هولولنز
تماشای ویدئو